# Victoria Sanger Freeman
Victoria Florence Sanger Freeman (28 de septiembre de 1895-Suiza, agosto de 1991) fue una artista de circo inglesa.Fue una figura legendaria en el trabajo con animales siendo conocida como la "Reina de los Elefantes" y la última artista de circo de la dinastía Sanger.

## Trayectoria
Nació el 28 de septiembre de 1895 en una familia de renombre, a la que la reina Victoria pidió actuar en el Castillo de Windsor. Era tataranieta de Lord George Sanger. Hija de George Sanger (nieto de John Sanger) y Georgina Coleman. Durante muchos años viajó con el Lord John Sanger Circus, empresa circense formada por su abuelo.
De joven se había ganado una buena reputación dentro de la industria del circo antes del estallido de la Primera Guerra Mundial. Como jinete a pelo, trabajó con un gran grupo de elefantes, compuesto por varios paquidermos: Annie, Betty, Jinny y Tiny. Ganó buena reputación y comenzó a actuar en grandes carpas de circo. Durante los primeros dos o tres años del Bertram Mills Circus en el Olympia de Londres, que comenzó en 1920, la familia Sanger fue el centro de las actuaciones. Más tarde, Sanger Freeman se convirtió en el último miembro superviviente de la compañía Mills. También fue la estrella principal del Circo de Navidad celebrado anualmente en The Crystal Palace en el sur de Londres.
En 1917 se casó con James Freeman, un trapecista, equilibrista, payaso y artista de circo; considerado el más versátil de todos los artistas de circo británicos en su apogeo y como payaso bajo el nombre de 'Pimpo', era uno de los bufones más populares del país. Su matrimonio no contó con la aprobación de la familia y tuvieron que reunirse en secreto. La boda, que se llevó a cabo en la iglesia de Burstow, también se llevó a cabo sin que su familia lo supiera.
El espectáculo de circo finalmente terminó en 1962, poniendo fin a una tradición familiar que se había extendido por 117 años.
Freeman murió en 1961 y Sanger pasó sus últimos años en Brixton, donde murió en agosto de 1991. Sus cenizas fueron colocadas en la parcela familiar en Margate, donde se encontraba el 'Hall by the Sea' propiedad de Sanger, un jardín de recreo con atracciones, un lago, una casa de fieras, una pista de patinaje y espectáculos que fue durante un tiempo un reclamo de multitudes en la ciudad costera y que en 1919 fue vendido al empresario de parques de atracciones John Henry Iles, que lo convirtió en Dreamland. Ella fue la última de la gran dinastía Sanger. Su obituario apareció en The Daily Telegraph el 21 de agosto de 1991.
Tuvo un hijo, Pat, que siguió los pasos de la familia como payaso, pero murió prematuramente mientras actuaba en un circo en Suiza.